# Guy Colwell
Pour les articles homonymes, voir Colwell.
Compléments
site officiel
Guy Colwell né le 28 mars 1945 est un dessinateur de comics underground et peintre américain.

## Biographie

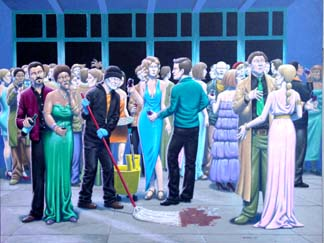
Reception, acrylique de Guy Colwell (2008).

Guy Colwell naît le 28 mars 1945 à Oakland en Californie. Après des études d'art au California College of Arts and Crafts, il commence en 1966 à travailler pour Mattel, où il dessine des jouets. En 1968, il est arrêté pour avoir refusé la conscription lors de la guerre du Viet-Nam. Il reste en prison deux ans.
En 1972, il publie son premier comics underground intitulé Inner City Romance. Durant les années 1970, il participe à la scène underground, publiant son propre comics ou participant à des magazines comme le San Francisco Good Times. Puis dans les années 1980, il s'éloigne de ce type de bande dessinée et travaille plutôt sur des comics érotiques pour l'éditeur Rip Off Press. Depuis les années 1990, il a abandonné les comics et se consacre à la peinture.
Il reste cependant très critique de l'administration américaine, comme il l'était dans les années 1970. C'est ainsi qu'en 2004, il peint un tableau montrant des prisonniers irakiens torturés par des soldats américains. La propriétaire de la galerie est dans la semaine menacée de mort et attaquée.